# Жервіньйо
Жерве́ Ломб Яо́ Куассі́ (фр. Gervais Yao Kouassi), відоміший як Жерві́ньйо (фр. Gervinho; нар. 27 травня 1987, Ан'яма, Кот-д'Івуар) — івуарійський футболіст, атакувальний півзахисник грецького клубу «Аріс» (Салоніки) та збірної Кот-д'Івуару.

## Кар'єра

### Клубна
Жервіньйо народився в містечку Ан'яма, передмісті Абіджана. Свою кар'єру він почав в юнацькій команді абіджанського клубу «АСЕК Мімозас», де провів п'ять років. Бразильський тренер цієї команди і дав йому прізвисько «Жервіньйо».
Незабаром футболіст перейшов в клуб другого івуарійського дивізіону «Тумоді», де деякий час грав разом з братами Яя, Коло і Ібрагімом Туре.

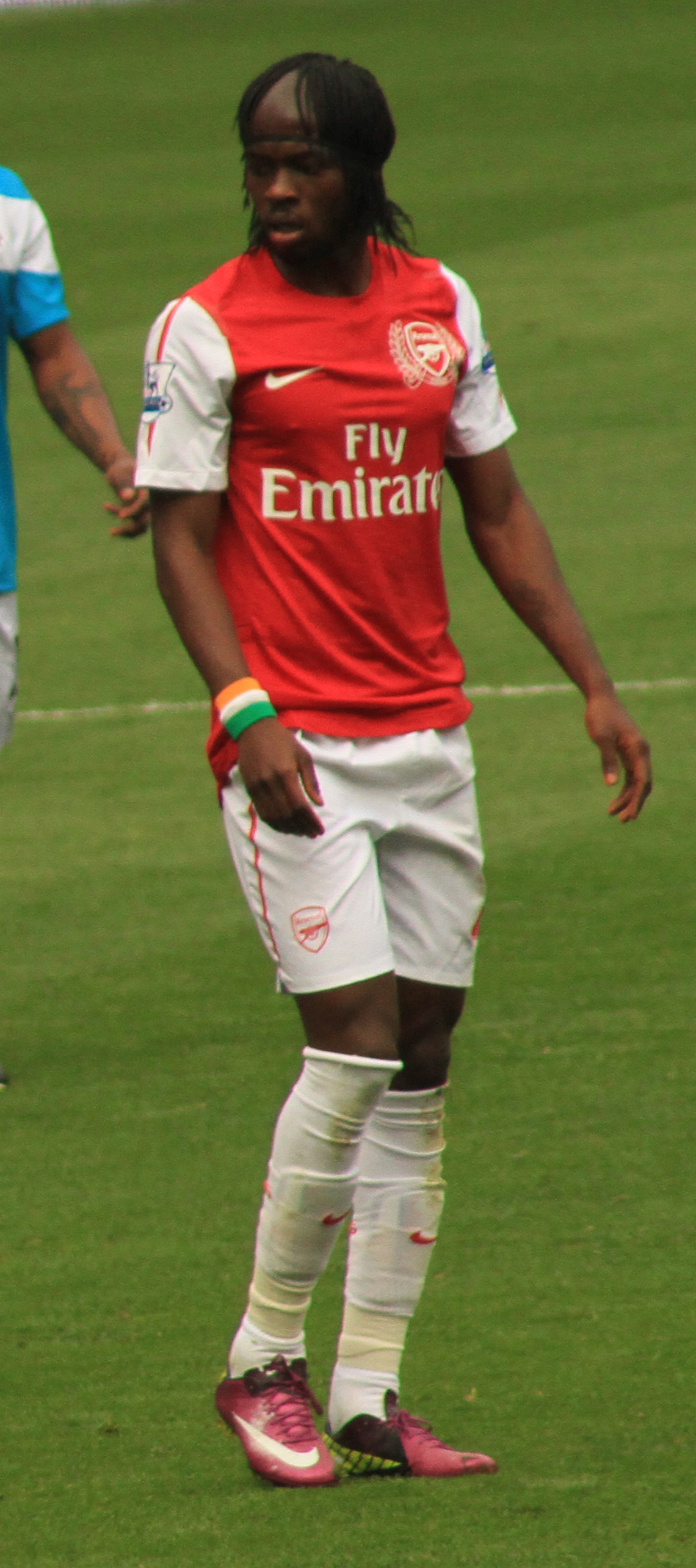
Жервіньйо під час виступів за «Арсенал». 17 жовтня 2011 року.

Через два роки Куассі перейшов у бельгійський чемпіонат, де до 2007 року грав в «Беверені». У сезоні 2007/08 виступав у французькому чемпіонаті у клубі «Ле-Ман» разом зі своїм співвітчизником Ромаріком.
Після хорошого сезону в «Ле-Мані» футболістом зацікавилися скаути кількох клубів: «Монако», «Парі Сен-Жермен», «Олімпік» та «Арсенал». Але в підсумку 21 липня 2009 року Жервіньйо підписав трирічний контракт з «Ліллем», де провів нсступні два роки і у сезоні 2010/11 виграв з командою золотий дубль.
18 липня 2011 року перейшов у лондонський «Арсенал», підписавши з клубом довгостроковий контракт. У своєму дебютному матчі у Прем'єр-лізі проти «Ньюкасл Юнайтед» Жервіньйо був видалений з поля на 76-й хвилині після перепалки з Джої Бартоном. Всього провів у складі «канонірів» два сезони, проте основним гравцем так і не став.
19 серпня 2013 року футболіст підписав чотирирічний контракт з італійською «Ромою». 25 серпня 2013 року дебютував за «Рому» в матчі 1-го туру чемпіонату Італії 2013/14 у гостях проти «Ліворно» (на 59 хвилині вийшов на поле замість Марко Борріелло). Всього провів за римлян два з половиною сезони, зігравши за цей час 71 матч в Серії А.
26 січня 2016 року перейшов в китайський клуб «Хебей Чжунцзи».
Влітку 2018 року повернувся до Європи, уклавши контракт з італійською «Пармою».

### У збірній
Виступав в олімпійській збірній Кот-Д'івуара, де був капітаном на футбольному турнірі літніх Олімпійських ігор 2008 року в Пекіні.
У листопаді 2007 року Жервіньйо був вперше викликаний в головну збірну країни на товариські матчі проти збірних Анголи і Катару, а пізніше запрошений до складу збірної на Кубок африканських націй 2008 року.
15 червня 2010 року Жервіньйо зіграв свій перший матч на чемпіонаті світу 2010 року. Він відіграв 82 хвилини проти збірної Португалії і був названий найкращим гравцем матчу за версією глядачів «ITV1». На чемпіонаті світу він був основним лівим нападником івуарійців.
У 2012 році поїхав на другий у своїй кар'єрі кубок африканських націй, де у фінальному матчі не забив вирішальний післяматчевий пенальті, через що трофей здобула збірна Замбії.
Після цього взяв участь у КАН-2013 і ЧС-2014 років, на яких забив по два голи.
У 2015 році поїхав на черговий кубок африканських націй, де івуарійці знову дійшли до фіналу, але цього разу серію пенальті «помаранчеві» виграли. Щоправда, Жервіньйо був замінений за кілька хвилин до завершення екстратаймів і пенальті не пробивав.
Наразі провів за збірну 88 матчів і забив 23 голи.

## Статистика виступів

### Статистика клубних виступів
Станом на 14 червня 2019
| Сезон                          | Команда                        | Чемпіонат                      | Чемпіонат | Чемпіонат | Національний кубок | Національний кубок | Національний кубок | Континентальні кубки | Континентальні кубки | Континентальні кубки | Інші змагання | Інші змагання | Інші змагання | Усього | Усього |
| Сезон                          | Команда                        | Ліга                           | Ігор      | Голів     | Ліга               | Ігор               | Голів              | Ліга                 | Ігор                 | Голів                | Ліга          | Ігор          | Голів         | Ігор   | Голів  |
| ------------------------------ | ------------------------------ | ------------------------------ | --------- | --------- | ------------------ | ------------------ | ------------------ | -------------------- | -------------------- | -------------------- | ------------- | ------------- | ------------- | ------ | ------ |
| 2005–06                        | «Беверен»                      | ЛЖ                             | 32        | 6         | КБ                 | 0                  | 0                  | -                    | -                    | -                    | -             | -             | -             | 32     | 6      |
| 2006–07                        | «Беверен»                      | ЛЖ                             | 29        | 8         | КБ                 | 0                  | 0                  | -                    | -                    | -                    | -             | -             | -             | 29     | 8      |
| Усього за «Беверен»            | Усього за «Беверен»            | Усього за «Беверен»            | 61        | 14        |                    | 0                  | 0                  |                      | -                    | -                    |               | -             | -             | 61     | 14     |
| 2007–08                        | «Ле-Ман»                       | Л1                             | 26        | 2         | КФ+КЛ              | 0+0                | 0                  | -                    | -                    | -                    | -             | -             | -             | 26     | 2      |
| 2008–09                        | «Ле-Ман»                       | Л1                             | 33        | 6         | КФ+КЛ              | 3+1                | 0+1                | -                    | -                    | -                    | -             | -             | -             | 37     | 7      |
| Усього за «Ле-Ман»             | Усього за «Ле-Ман»             | Усього за «Ле-Ман»             | 59        | 8         |                    | 4                  | 1                  |                      | -                    | -                    |               | -             | -             | 63     | 9      |
| 2009–10                        | «Лілль»                        | Л1                             | 32        | 13        | КФ+КЛ              | 0+0                | 0                  | ЛЄ                   | 11                   | 5                    | -             | -             | -             | 43     | 18     |
| 2010–11                        | «Лілль»                        | Л1                             | 35        | 15        | КФ+КЛ              | 6+2                | 2+1                | ЛЄ                   | 7                    | 0                    | -             | -             | -             | 50     | 18     |
| Усього за «Лілль»              | Усього за «Лілль»              | Усього за «Лілль»              | 67        | 28        |                    | 8                  | 3                  |                      | 18                   | 5                    |               | -             | -             | 93     | 36     |
| 2011–12                        | «Арсенал»                      | ПЛ                             | 28        | 4         | КА+КЛ              | 1+1                | 0                  | ЛЧ                   | 7                    | 0                    | -             | -             | -             | 37     | 4      |
| 2012–13                        | «Арсенал»                      | ПЛ                             | 18        | 5         | КА+КЛ              | 1+1                | 0                  | ЛЧ                   | 6                    | 2                    | -             | -             | -             | 26     | 7      |
| Усього за «Арсенал»            | Усього за «Арсенал»            | Усього за «Арсенал»            | 46        | 9         |                    | 4                  | 0                  |                      | 13                   | 2                    |               | -             | -             | 63     | 11     |
| 2013–14                        | «Рома»                         | A                              | 33        | 9         | КІ                 | 4                  | 3                  | -                    | -                    | -                    | -             | -             | -             | 37     | 12     |
| 2014–15                        | «Рома»                         | A                              | 24        | 2         | КІ                 | 0                  | 0                  | ЛЧ+ЛЄ                | 6+4                  | 3+2                  | -             | -             | -             | 34     | 7      |
| 2015-січ. 2016                 | «Рома»                         | A                              | 14        | 6         | КІ                 | 0                  | 0                  | ЛЧ                   | 3                    | 1                    | -             | -             | -             | 17     | 7      |
| Усього за «Рому»               | Усього за «Рому»               | Усього за «Рому»               | 71        | 17        |                    | 4                  | 3                  |                      | 13                   | 6                    |               | -             | -             | 88     | 26     |
| 2016                           | «Хебей Чайна Форчун»           | КСЛ                            | 18        | 3         | КК                 | 0                  | 0                  | -                    | -                    | -                    | -             | -             | -             | 18     | 3      |
| 2017                           | «Хебей Чайна Форчун»           | КСЛ                            | 4         | 1         | КК                 | 0                  | 0                  | -                    | -                    | -                    | -             | -             | -             | 4      | 1      |
| 2018                           | «Хебей Чайна Форчун»           | КСЛ                            | 7         | 0         | КК                 | 0                  | 0                  | -                    | -                    | -                    | -             | -             | -             | 7      | 0      |
| Усього за «Хебей Чайна Форчун» | Усього за «Хебей Чайна Форчун» | Усього за «Хебей Чайна Форчун» | 29        | 4         |                    | 0                  | 0                  |                      | -                    | -                    |               | -             | -             | 29     | 4      |
| 2018–19                        | «Парма»                        | A                              | 30        | 11        | КІ                 | 0                  | 0                  | -                    | -                    | -                    | -             | -             | -             | 30     | 11     |
| 2019–20                        | «Парма»                        | A                              | 0         | 0         | КІ                 | 1                  | 2                  | -                    | -                    | -                    | -             | -             | -             | 1      | 2      |
| Усього за «Парму»              | Усього за «Парму»              | Усього за «Парму»              | 30        | 11        |                    | 1                  | 2                  |                      | -                    | -                    |               | -             | -             | 31     | 13     |
| Усього за кар'єру              | Усього за кар'єру              | Усього за кар'єру              | 363       | 91        |                    | 21                 | 9                  |                      | 44                   | 13                   |               | -             | -             | 428    | 113    |

### Статистика виступів за збірну
Станом на 14 червня 2019
| Дата       | Місто            | Господарі         | Результат               | Гості                | Турнір                                             | Голи | Примітки        |
| ---------- | ---------------- | ----------------- | ----------------------- | -------------------- | -------------------------------------------------- | ---- | --------------- |
| 21-11-2007 | Доха             | Катар             | 1 – 6                   | Кот-д'Івуар          | товариський матч                                   | -    | 46'             |
| 12-1-2008  | Ель-Кувейт       | Кувейт            | 0 – 2                   | Кот-д'Івуар          | товариський матч                                   | -    | 46'             |
| 25-1-2008  | Секонді-Такораді | Кот-д'Івуар       | 4 – 1                   | Бенін                | Кубок африканських націй 2008 - 1-й етап           | -    | 79' 88'         |
| 9-2-2008   | Кумасі           | Гана              | 4 – 2                   | Кот-д'Івуар          | Кубок африканських націй 2008 - матч за 3-тє місце | -    | 73'             |
| 13-6-2009  | Абіджан          | Кот-д'Івуар       | 2 – 1                   | Камерун              | товариський матч                                   | -    | 48'             |
| 12-8-2009  | Сус              | Туніс             | 0 – 0                   | Кот-д'Івуар          | товариський матч                                   | -    | 46'             |
| 5-9-2009   | Абіджан          | Кот-д'Івуар       | 5 – 0                   | Буркіна-Фасо         | Відбір до ЧС 2010                                  | -    | 88'             |
| 10-10-2009 | Блантайр         | Малаві            | 1 – 1                   | Кот-д'Івуар          | Відбір до ЧС 2010                                  | -    | 69'             |
| 14-11-2009 | Абіджан          | Кот-д'Івуар       | 3 – 0                   | Гвінея               | Відбір до ЧС 2010                                  | 2    |                 |
| 18-11-2009 | Гельзенкірхен    | Німеччина         | 2 – 2                   | Кот-д'Івуар          | товариський матч                                   | -    | 67'             |
| 4-1-2010   | Дар-ес-Салам     | Танзанія          | 0 – 1                   | Кот-д'Івуар          | товариський матч                                   | -    | 46'             |
| 7-1-2010   | Дар-ес-Салам     | Кот-д'Івуар       | 2 – 0                   | Руанда               | товариський матч                                   | -    | 46'             |
| 11-1-2010  | Кабінда          | Кот-д'Івуар       | 0 – 0                   | Буркіна-Фасо         | Кубок африканських націй 2010 - 1-й етап           | -    | 73'             |
| 15-1-2010  | Кабінда          | Кот-д'Івуар       | 3 – 1                   | Гана                 | Кубок африканських націй 2010 - 1-й етап           | 1    | 60'             |
| 24-1-2010  | Кабінда          | Кот-д'Івуар       | 2 – 3 д.ч.              | Алжир                | Кубок африканських націй 2010 - чвертьфінал        | -    |                 |
| 30-5-2010  | Асунсьйон        | Парагвай          | 2 – 2                   | Кот-д'Івуар          | товариський матч                                   | -    | 46'             |
| 4-6-2010   | Сьйон            | Кот-д'Івуар       | 2 – 0                   | Японія               | товариський матч                                   | -    | 73'             |
| 15-6-2010  | Порт-Елізабет    | Кот-д'Івуар       | 0 – 0                   | Португалія           | ЧС 2010 - 1-й етап                                 | -    | 82'             |
| 20-6-2010  | Йоганнесбург     | Бразилія          | 3 – 1                   | Кот-д'Івуар          | ЧС 2010 - 1-й етап                                 | -    | 54'             |
| 25-6-2010  | Мбомбела         | Північна Корея    | 0 – 3                   | Кот-д'Івуар          | ЧС 2010 - 1-й етап                                 | -    | 64'             |
| 10-8-2010  | Лондон           | Кот-д'Івуар       | 1 – 0                   | Італія               | товариський матч                                   | -    | 90+2'           |
| 4-9-2010   | Абіджан          | Кот-д'Івуар       | 3 – 0                   | Руанда               | Відбір до Кубка африканських націй 2012            | -    |                 |
| 9-10-2010  | Бужумбура        | Бурунді           | 0 – 1                   | Кот-д'Івуар          | Відбір до Кубка африканських націй 2012            | -    | 80'             |
| 17-11-2010 | Познань          | Польща            | 3 – 1                   | Кот-д'Івуар          | товариський матч                                   | 1    |                 |
| 8-2-2011   | Абіджан          | Кот-д'Івуар       | 1 – 0                   | Малі                 | товариський матч                                   | -    | 78'             |
| 27-3-2011  | Аккра            | Кот-д'Івуар       | 2 – 1                   | Бенін                | Відбір до Кубка африканських націй 2012            | -    |                 |
| 5-6-2011   | Котону           | Бенін             | 2 – 6                   | Кот-д'Івуар          | Відбір до Кубка африканських націй 2012            | 2    |                 |
| 10-8-2011  | Лансі            | Кот-д'Івуар       | 4 – 3                   | Ізраїль              | товариський матч                                   | -    | 89'             |
| 3-9-2011   | Кігалі           | Руанда            | 0 – 5                   | Кот-д'Івуар          | Відбір до Кубка африканських націй 2012            | 1    |                 |
| 9-10-2011  | Абіджан          | Кот-д'Івуар       | 2 – 1                   | Бурунді              | Відбір до Кубка африканських націй 2012            | -    |                 |
| 12-11-2011 | Порт-Елізабет    | ПАР               | 1 – 1                   | Кот-д'Івуар          | товариський матч                                   | -    |                 |
| 16-1-2012  | Абу-Дабі         | Кот-д'Івуар       | 1 – 1                   | Лівія                | товариський матч                                   | -    |                 |
| 22-1-2012  | Малабо           | Кот-д'Івуар       | 1 – 0                   | Судан                | Кубок африканських націй 2012 - 1-й етап           | -    | 89'             |
| 26-1-2012  | Малабо           | Кот-д'Івуар       | 2 – 0                   | Буркіна-Фасо         | Кубок африканських націй 2012 - 1-й етап           | -    |                 |
| 4-2-2012   | Малабо           | Кот-д'Івуар       | 3 – 0                   | Екваторіальна Гвінея | Кубок африканських націй 2012 - чвертьфінал        | -    |                 |
| 8-2-2012   | Лібревіль        | Кот-д'Івуар       | 1 – 0                   | Малі                 | Кубок африканських націй 2012 - півфінал           | 1    |                 |
| 12-2-2012  | Лібревіль        | Замбія            | 0 – 0 д.ч. (8 - 7 п.п.) | Кот-д'Івуар          | Кубок африканських націй 2012 - Фінал              | -    |                 |
| 29-2-2012  | Абіджан          | Кот-д'Івуар       | 0 – 0                   | Гвінея               | товариський матч                                   | -    | 90+1'           |
| 2-6-2012   | Абіджан          | Кот-д'Івуар       | 2 – 0                   | Танзанія             | Відбір до ЧС 2014                                  | -    | 65'             |
| 9-6-2012   | Марракеш         | Марокко           | 2 – 2                   | Кот-д'Івуар          | Відбір до ЧС 2014                                  | -    | 51' — 61'       |
| 8-9-2012   | Абіджан          | Кот-д'Івуар       | 4 – 2                   | Сенегал              | Відбір до Кубка африканських націй 2013            | 1    |                 |
| 13-10-2012 | Дакар            | Сенегал           | 0 – 2                   | Кот-д'Івуар          | Відбір до Кубка африканських націй 2013            | -    |                 |
| 14-1-2013  | Абу-Дабі         | Кот-д'Івуар       | 4 – 2                   | Єгипет               | товариський матч                                   | 2    |                 |
| 22-1-2013  | Рустенбург       | Кот-д'Івуар       | 2 – 1                   | Того                 | Кубок африканських націй 2013 - 1-й етап           | 1    |                 |
| 26-1-2013  | Рустенбург       | Кот-д'Івуар       | 3 – 0                   | Туніс                | Кубок африканських націй 2013 - 1-й етап           | 1    |                 |
| 3-2-2013   | Рустенбург       | Кот-д'Івуар       | 1 – 2                   | Нігерія              | Кубок африканських націй 2013 - чвертьфінал        | -    |                 |
| 23-3-2013  | Абіджан          | Кот-д'Івуар       | 3 – 0                   | Гамбія               | Відбір до ЧС 2014                                  | -    | 70'             |
| 16-6-2013  | Дар-ес-Салам     | Танзанія          | 2 – 4                   | Кот-д'Івуар          | Відбір до ЧС 2014                                  | -    |                 |
| 14-8-2013  | Іст-Ратерфорд    | Мексика           | 4 – 1                   | Кот-д'Івуар          | товариський матч                                   | -    | 72'             |
| 7-9-2013   | Абіджан          | Кот-д'Івуар       | 1 – 1                   | Марокко              | Відбір до ЧС 2014                                  | -    |                 |
| 12-10-2013 | Абіджан          | Кот-д'Івуар       | 3 – 1                   | Сенегал              | Відбір до ЧС 2014                                  | -    | 89'             |
| 16-11-2013 | Касабланка       | Сенегал           | 1 – 1                   | Кот-д'Івуар          | Відбір до ЧС 2014                                  | -    | 62' 80'         |
| 5-3-2014   | Брюссель         | Бельгія           | 2 – 2                   | Кот-д'Івуар          | товариський матч                                   | -    | 11' 64'         |
| 4-6-2014   | Фриско           | Сальвадор         | 1 – 2                   | Кот-д'Івуар          | товариський матч                                   | 1    |                 |
| 14-6-2014  | Ресіфі           | Кот-д'Івуар       | 2 – 1                   | Японія               | ЧС 2014 - 1-й етап                                 | 1    |                 |
| 19-6-2014  | Бразиліа         | Колумбія          | 2 – 1                   | Кот-д'Івуар          | ЧС 2014 - 1-й етап                                 | 1    |                 |
| 24-6-2014  | Форталеза        | Греція            | 2 – 1                   | Кот-д'Івуар          | ЧС 2014 - 1-й етап                                 | -    | 84'             |
| 6-9-2014   | Абіджан          | Кот-д'Івуар       | 2 – 1                   | Сьєрра-Леоне         | Відбір до Кубка африканських націй 2015            | 1    |                 |
| 10-9-2014  | Яунде            | Камерун           | 4 – 1                   | Кот-д'Івуар          | Відбір до Кубка африканських націй 2015            | -    |                 |
| 11-10-2014 | Кіншаса          | ДР Конго          | 1 – 2                   | Кот-д'Івуар          | Відбір до Кубка африканських націй 2015            | -    |                 |
| 15-10-2014 | Абіджан          | Кот-д'Івуар       | 3 – 4                   | ДР Конго             | Відбір до Кубка африканських націй 2015            | -    |                 |
| 14-11-2014 | Фрітаун          | Сьєрра-Леоне      | 1 – 5                   | Кот-д'Івуар          | Відбір до Кубка африканських націй 2015            | 1    |                 |
| 18-11-2014 | Абіджан          | Кот-д'Івуар       | 0 – 0                   | Камерун              | Відбір до Кубка африканських націй 2015            | -    |                 |
| 11-1-2015  | Абу-Дабі         | Кот-д'Івуар       | 1 – 0                   | Нігерія              | товариський матч                                   | -    |                 |
| 15-1-2015  | Абу-Дабі         | Кот-д'Івуар       | 0 – 2                   | Швеція               | товариський матч                                   | -    |                 |
| 20-1-2015  | Малабо           | Кот-д'Івуар       | 1 – 1                   | Гвінея               | Кубок африканських націй 2015 - 1-й етап           | -    | 58'             |
| 1-2-2015   | Малабо           | Кот-д'Івуар       | 3 – 1                   | Алжир                | Кубок африканських націй 2015 - чвертьфінал        | 1    |                 |
| 4-2-2015   | Бата             | Кот-д'Івуар       | 3 – 1                   | ДР Конго             | Кубок африканських націй 2015 - півфінал           | 1    |                 |
| 8-2-2015   | Бата             | Кот-д'Івуар       | 0 – 0 д.ч. (9 - 8 п.п.) | Гана                 | Кубок африканських націй 2015 - Фінал              | -    | 120+2' Чемпіони |
| 26-3-2015  | Абіджан          | Кот-д'Івуар       | 2 – 0                   | Ангола               | товариський матч                                   | -    | 74'             |
| 29-3-2015  | Абіджан          | Кот-д'Івуар       | 1 – 1                   | Екваторіальна Гвінея | товариський матч                                   | -    | 39'             |
| 6-9-2015   | Порт-Гаркорт     | Сьєрра-Леоне      | 0 – 0                   | Кот-д'Івуар          | Відбір до Кубка африканських націй 2017            | -    | кап.            |
| 9-10-2015  | Агадір (місто)   | Марокко           | 0 – 1                   | Кот-д'Івуар          | товариський матч                                   | -    |                 |
| 13-11-2015 | Монровія         | Ліван             | 0 – 1                   | Кот-д'Івуар          | Відбір до ЧС 2018                                  | -    | 72'             |
| 17-11-2015 | Абіджан          | Кот-д'Івуар       | 3 – 0                   | Ліван                | Відбір до ЧС 2018                                  | -    | 72'             |
| 25-3-2016  | Абіджан          | Кот-д'Івуар       | 1 – 0                   | Судан                | Відбір до Кубка африканських націй 2017            | 1    | кап.            |
| 29-3-2016  | Омдурман         | Судан             | 1 – 1                   | Кот-д'Івуар          | Відбір до Кубка африканських націй 2017            | -    | кап.            |
| 4-6-2016   | Буаке            | Кот-д'Івуар       | 2 – 1                   | Габон                | товариський матч                                   | -    | кап.            |
| 3-9-2016   | Буаке            | Кот-д'Івуар       | 1 – 1                   | Сьєрра-Леоне         | Відбір до Кубка африканських націй 2017            | -    | кап.            |
| 8-10-2016  | Буаке            | Кот-д'Івуар       | 3 – 1                   | Малі                 | Відбір до ЧС 2018                                  | 1    | кап. 83'        |
| 4-6-2017   | Роттердам        | Нідерланди        | 5 – 0                   | Кот-д'Івуар          | товариський матч                                   | -    | 66'             |
| 2-9-2017   | Лібревіль        | Габон             | 0 – 3                   | Кот-д'Івуар          | Відбір до ЧС 2018                                  | -    | кап.            |
| 5-9-2017   | Буаке            | Кот-д'Івуар       | 1 – 2                   | Габон                | Відбір до ЧС 2018                                  | -    | кап.            |
| 11-11-2017 | Абіджан          | Кот-д'Івуар       | 0 – 2                   | Марокко              | Відбір до ЧС 2018                                  | -    | кап. 76'        |
| Усього     |                  | Матчів (10 місце) | 84                      |                      | Голів (5 місце)                                    | 22   |                 |

## Досягнення
«Лілль»
- Чемпіон Франції: 2010–2011
- Володар кубка Франції: 2010–2011

Кот-д'Івуар

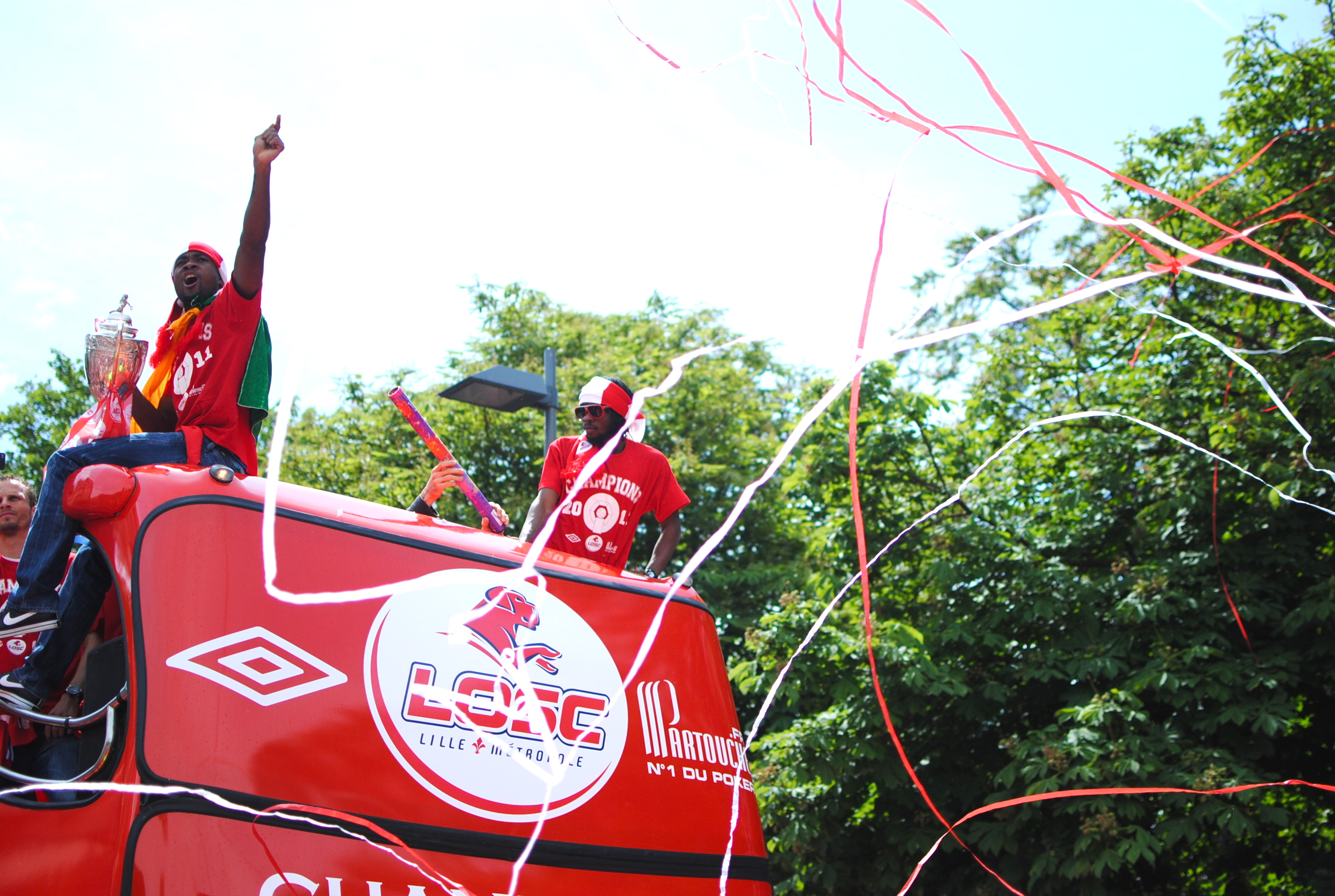
Жервіньйо (праворуч) з партнером про «Ліллю» Ріо Мавубою святкує перемогу у кубку Франції. 22 травня 2011 року.

- Володар кубка африканських націй: 2015
- Срібний призер Кубка африканських націй: 2012